# 唐施恩
唐施恩（1968年1月11日—），現任印度外交部房产司司長，曾任印度駐科特迪瓦兼利比里亞和几内亚大使、印度駐廣州總領事等職務。

## 生平
唐施恩生於1968年1月11日。他擁有班加罗尔大学地質學理學碩士學位。
1996年，進入外交部，選擇波斯語作爲學習外語。1997年至2000年，先後擔任印度駐伊朗大使館的三等秘書、二等秘書。2000年至2003年，擔任印度外交部對外宣傳副处长。2003年至2006年，任印度驻阿联酋大使馆政務、文化和行政事務一等秘书。2006年12月至2010年12月，任印度驻荷兰大使馆参赞，负責代表印度在國際組織如禁止化學武器組織、國際法院、常設仲裁法院和海牙國際私法會議的事務，此外還負責大使館的行政管理工作，並擔任雙邊政治部門的領導。2010年1月至2012年6月任印度外交部新德里的對外宣傳司副司长。唐施恩还曾在印度驻缅甸大使馆担任公使和副馆长。
在荷蘭任職期間，唐施恩參與組織了在荷蘭的海外印度日以及印度文化節。該文化節由阿姆斯特丹音樂廳、印度文化關係委員會、印度政府和許多其他藝術組織共同協辦，是在荷蘭舉辦的最大型的印度文化節之一，展示了印度文化的精華。在新德里担任印度外交部對外宣傳司副司长期間，他與駐印度的印度和外國媒體組織密切合作，在政府各種政策的宣傳中發揮了重要作用。當印度總統出國訪問時，他也負責擔任媒體聯絡官。在仰光擔任駐缅甸的公使和副团长期間，他負責處理政治、文化、信息和發展合作項目。
2015年至2018年，出任印度駐廣州總領事。2018年9月14日，被任命爲印度駐科特迪瓦大使。2018年9月26日至2022年12月，唐施恩担任印度驻科特迪瓦大使兼駐利比里亞大使和駐幾內亞大使。2018年11月13日，向利比里亞共和國總統遞交國書。
現任印度外交部全球资产管理司司長。

## 个人生活
已婚，育有一子一女。